# Allan Holst
Allan Holst (født 26. april 1954, død 6. marts 2020) var en dansk politiker, der var borgmester i Dragør Kommune i perioden 2006-2014, valgt for Socialdemokraterne.
Allan Holst var uddannet ved Vordingborg Kommune som socialformidler og var senest beskæftiget som afdelingsleder ved Institut for Fødevarevidenskab ved Den Kongelige Veterinær- og Landbohøjskole.
Han sad i kommunalbestyrelsen i Dragør 1990-1998 og igen fra 2006, hvor blev borgmester efter en konstituering med lokallisten Liste T. Allan Holst blev genvalgt som borgmester i 2010, denne gang i en konstituering med SF, Venstre og Liste T. Fra 2014 var han 1. viceborgmester.